# Nepenthes robcantleyi
Nepenthes robcantleyi är en tvåhjärtbladig växtart som beskrevs av Martin Roy Cheek. Nepenthes robcantleyi ingår i släktet Nepenthes och familjen Nepenthaceae. Inga underarter finns listade i Catalogue of Life.

## Bildgalleri

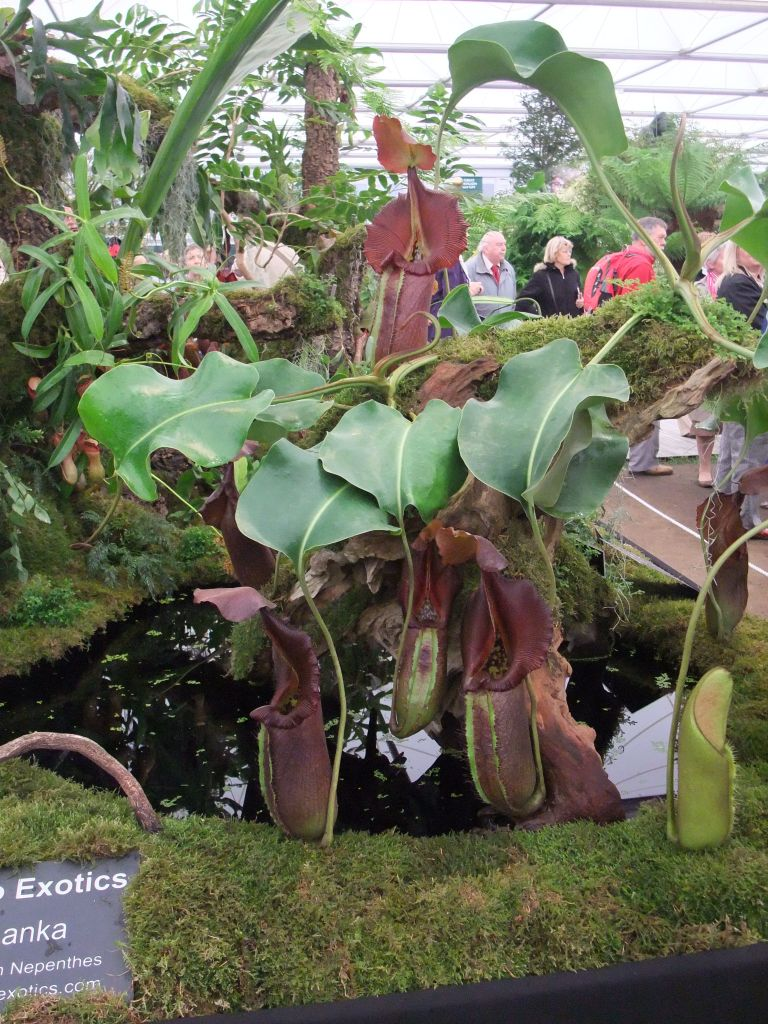
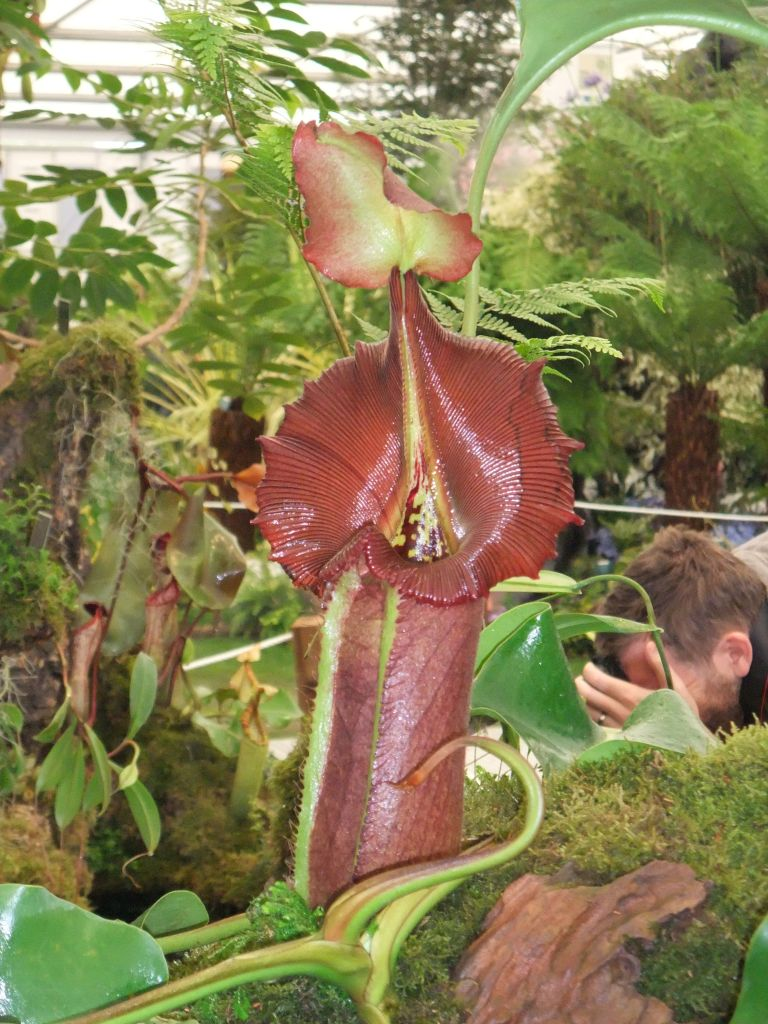
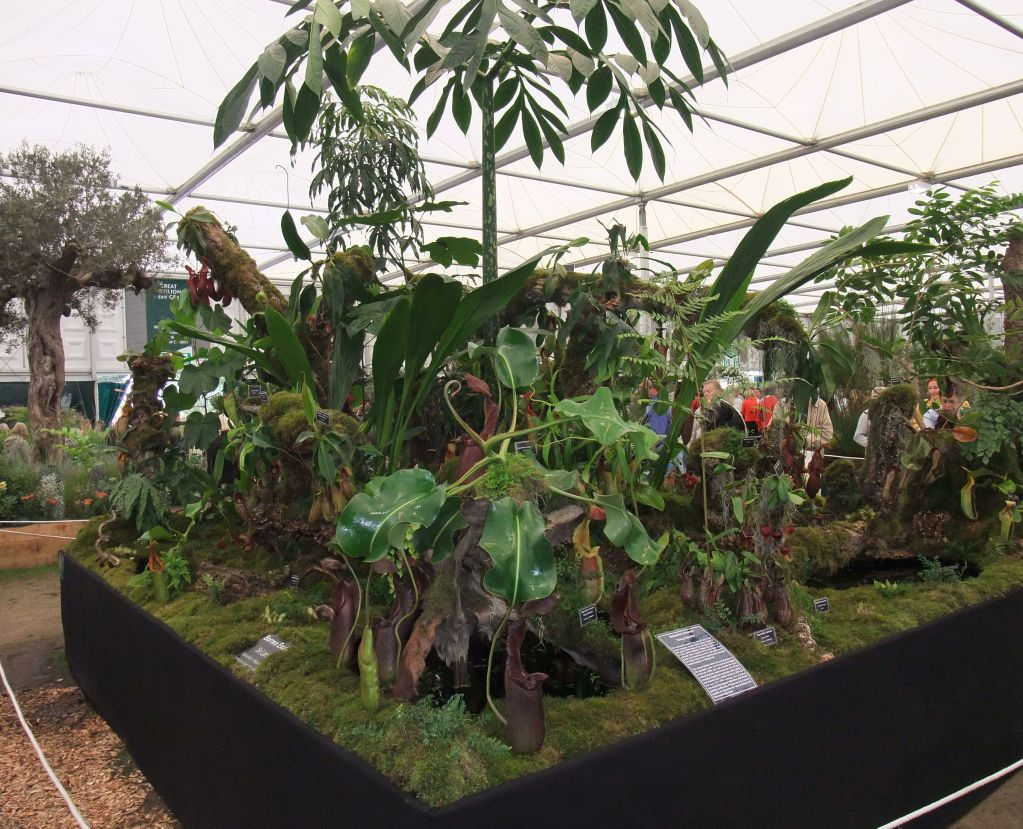
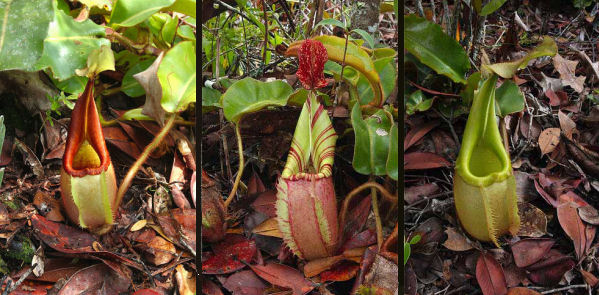